# Wzór monety polskiej

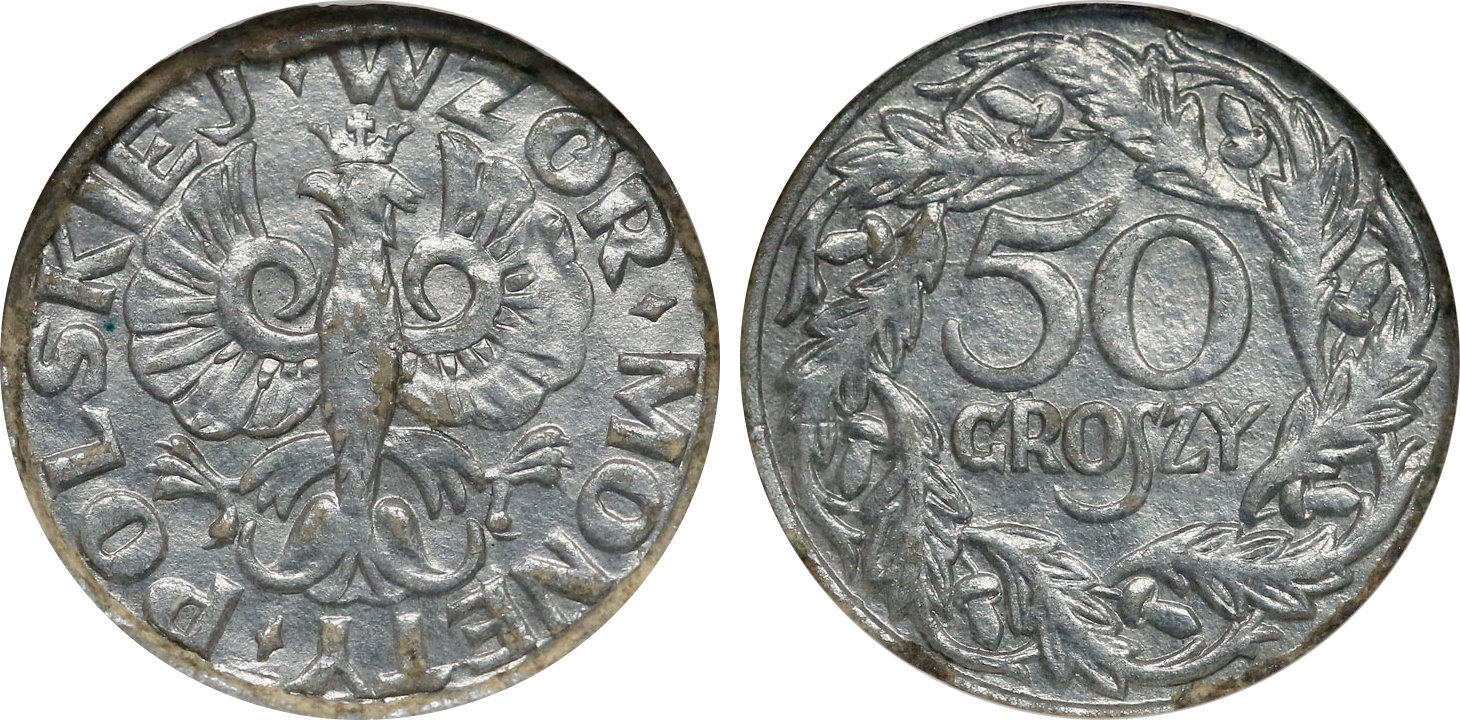
Wzór monety polskiej 50 groszy 1923.

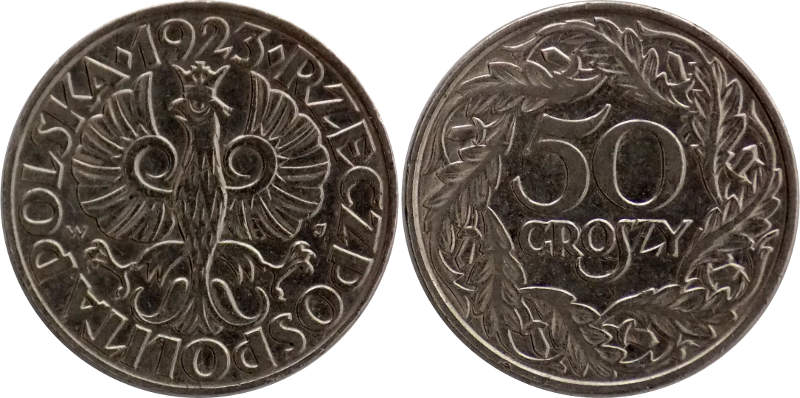
Moneta obiegowa 50 groszy 1923

Wzór monety polskiej – dwustronnie wytłoczony na tekturowym krążku wzór monety obiegowej wprowadzanej w II Rzeczypospolitej w związku z reformą walutową Władysława Grabskiego lub przy okazji nowych emisji w okresie późniejszym. Wzory te tłoczono w celu przekazania ich kasjerom w bankach.
Na awersie umieszczono godło państwa – orła w koronie – identyczne z rysunkiem godła umieszczonego na monecie, otoczone napisem: „WZÓR MONETY POLSKIEJ” zastępującego: „RZECZPOSPOLITA POLSKA” uzupełnionego rokiem emisji.
Rysunek rewersu wytłoczonego tekturowego wzoru tożsamy jest z rysunkiem rewersu wprowadzanej monety.
Na początku XXI w. znane są wzory monety polskiej następujących nominałów obiegowych II Rzeczypospolitej:
- 1 grosz wzór 1923[3]
- 2 grosze wzór 1923[3]
- 5 groszy wzór 1923[3]
- 10 groszy 1923[4]
- 20 groszy 1923[4]
- 50 groszy 1923[5]
- 1 złoty 1929[5]